# Athlītikos Omilos Aigaleō (pallacanestro)
L'A.O. Aigaleō è una società cestistica avente sede a Egaleo, nella prefettura di Atene, in Grecia. Fondata nel 1956, gioca nel campionato greco.
Disputa le partite interne nell'Egaleo Indoor Hall, che ha una capacità di 2.000 spettatori.